# Грабе, Йозеф
Йозеф Гра́бе (чеш. Josef Hrabě; 14 марта 1816, Пржедни-Овенец, ныне район Бубенеч в черте Праги — 20 марта 1870, Прага) — чешский контрабасист и музыкальный педагог.
В 1831—1837 гг. учился в Пражской консерватории у Вацлава Гаузе. Играл в разных пражских оркестрах, концертировал как солист, в 1845 г. сменил своего наставника в должности профессора контрабаса Пражской консерватории. Написал учебник «Введение в игру на контрабасе» (чеш. Navedení k hraní na bassu; 1865) и «86 этюдов для контрабаса» (нем. 86 Etüden für Kontrabass), а также концертные вариации и переложения чешских народных песен для своего инструмента.
Среди его учеников — один из крупнейших контрабасистов рубежа XIX—XX вв. Франц Зимандль, а также И. И. Рамбоусек, в течение многих лет работавший в России. 